# Литванска књижевност
Литература Литваније (литв. lietuvių literatūra) тиче се уметности писаних дела која су Литванци стварали током своје историје.

## Историја

### Латински језик
Богатство литванске књижевности је написано на латинском, главном научном језику у средњем веку. Изјаве литванског краља Миндовга главни су пример литературе ове врсте. Letters of Gediminas су још једно кључно наслеђе литванских латинских списа.
Један од првих литванских аутора који је писао на латинском био је Миколај Хусовчик (око 1480— после 1533). Његова песма Carmen de statura, feritate ac venatione bisontis је објављена 1523. године, описује литвански пејзаж, начин живота и обичаје, дотиче се постојећих политичких проблема и одражава сукоб паганства и хришћанства.
Јоханес Вислиценус (1485—1520) је написао песму Bellum Prutenum посвећену бици код Гринвалда против тевтонског поретка.
Особа под псеудонимом Michalo Lituanus (око 1490 —1560) написао је средином 16. века расправу De moribus tartarorum, lituanorum et moscorum, али је објављена тек 1615.
Петрус Алкагникенсис (око 150—1571) био је правник и песник шпанског порекла, који је постао изванредна личност у културном животу Литваније у 16. веку. Аугустин Ротундус (око 1520—1582) био је публициста, правник и градоначелник Виљнуса, који је историју Литваније написао латинским језиком око 1560. године (ниједан познати рукопис није сачуван). Јонас Радванас, хуманиста песник у другој половини 16. века, написао је епску песму имитирајући Енејида од Вергилије. Његов Radivilias, замишљен као литвански национални еп, објављен је у Вилњусу 1588. године.
Лауренцијус Бојерис (око 1561—1619) био је песник шведског порекла, који је дипломирао на Универзитету у Вилниусу. Његово главно дело је Carolomachia, песма посвећена победи Литванаца над шведском војском у бици код Кирхолма 1605. године. Песма је написана и објављена 1606, одмах годину дана након догађаја. Многи занимљиви детаљи битке посведочени су у његовој песми, такође једном од првих помена литванског бојног поклика muški! (лат. caede!, енгл. defeat!).
Маћеј Казимјеж Сарбјевски (1595—1640) био је песник пољског порекла, дипломирао је на Универзитету у Вилњусу и већи део је провео у Литванији, Вилњусу и Кражиају. Његова европска слава потекла је из његове прве песничке збирке Lyricorum libri tres (1625). У својој књизи Dii gentium (1627), заједно са римским божанствима, описао је литванску митологију.
Адам Шретер (1525—1572) је написао песму на латинском језику посвећену реци Немунас De fluvio Memela Lithuaniae carmen elegiacum.
Литвански научници из 17. века писали су и на латинском језику, који је био уобичајени научни језик у католичкој Европи: Казимијерас Којелавичиус Вијукас и Жигимантас Лијауксминас познати су по својим латинским списима из теологије, реторике и музике. Албертас Којелавичиус Вијукас је написао прву штампану литванску историју Historiae Lituanae у два тома (1650, 1669). Казимијерас Којелавичиус Вијукас био је „плодан” писац, његово наслеђе броји више од двадесет књига на латинском језику.
Маћеј Стријковски и Аугустинус Ротундус били су заговорници употребе латинице као службеног језика Велике кнежевине Литваније, јер су сматрали да је литвански народни језик који се развио из латинског. Њихово веровање темељило се на граматичким сличностима ова два језика.
Латинске књиге литванских аутора су објављиване у Вилњусу, Кракову и Риги. Само у 16. веку у Вилњусу је објављено 158 латинских књига. Истраживања броје 374 књига објављене у Великој кнежевини Литваније или написане од стране грађана и објављене у иностранству у 15—16. веку. Иако је прва штампарија основана у Великој кнежевини Литваније 1522. године, у Виљнусу први који је основао штампарију у Ситију 1480. био је Литванац Џон Летоу.

### Литвански језик
Литвански научници Абраомас Кулвјетис (око 1510 —1545) и Станисловас Рапалионис (1485—1545) били су први аутори који су писали на литванском језику. Литванска књижевна дела на литванском језику први пут су објављена у 16. веку. Године 1547. Мартинас Мажвидас (око 1520—1563) је саставио и објавио прву штампану књигу The Simple Words of Catechism, која означава почетак штампане литванске књижевности. За њим је следио Микалојус Даукша (1527—1613) са својим Catechism, or Education Obligatory to Every Christian. У 16. и 17. веку литванска књижевност је била првенствено религиозна. Током реформационог покрета католичке и калвинистичке присталице у Литванији такмичиле су се међусобно за утицај. Један пример за то је највећа објављена књига на литванском језику у 17. веку Knyga nobažnystės krikščioniškos, чији је покровитељ Јануш Радзивил. Током 18. века повећао се број световних публикација, укључујући речнике. Универзитет у Виљнусу је промовисао употребу језика и стварање књижевних дела у првој половини 19. века. Али након поделе државне заједнице Пољске и Литваније, Русија, која је преко свог царства контролисала већи део литванске територије, средином 19. века најавила је 40-годишњу забране штампања на литванском језику латиницом. Издаваштво је пребачено у Источну Пруску, а литвански књиге су кријумчари достављали у Литванију. Прва литванска световна књига био је превод Ezopo pasakėčios, преведен са латинског и објављен 1706. од Јохана Фридриха Шулца (1648—1710).
The Sermon Book of Wolfenbüttel, рукопис књиге проповеди Волфенбитела (1573) је најстарија позната литванска књига. Књига је пронађена у библиотеци Херзог Аугуст у Волфенбителу.
Јонас Бреткунас (1536—1602) био је један од најпознатијих програмера писменог литванског језика. Превео је Библију на литвански и био аутор дванаест књига. Његова најистакнутија дела су Chronicon des Landes Preussen (1578—1579), Postilla, tatai esti trumpas ir prastas išguldimas evangeliu (1591), Kancionalas nekurių giesmių (1589) и рукопис литванске Библије (1590). Литвански језик Бреткунас је богат и није имао премца до писања Кристијонаса Донелајтиса. У великој мери је утицао на формирање литванског књижевног језика и стила писања.
Константинас Сирвидас (1579—1631) је објавио први том збирке својих проповетки Punktai Sakymų. Његов пољско-латинско-литвански речник Dictionarium trium linguarum користио се до 19. века и високо су га оценили литвански писци и лексикографи.
Самјуел Богуслав Килињски (1631—1666) био је калвиниста и преводилац Библије на литвански језик. Превод је прослеђен у штампу у Лондону 1660. године, али због неповољних околности није завршен и објављена је само половина Старог завета. Такође је издао две брошуре у којима је британском друштву објаснио свој рад и неопходност објављивања Библије на литванском језику са кратким информацијама о Великој кнежевини Литваније: An Account of the Translation of the Bible into the Lithuanian Tongue (1659) и Ratio institutae translationis Bibliorum in linguam Lithuanicam, in quam nunquam adhuc Scriptura sacra est versa, ex quo fidem Christianam, ab conjunctionem Magni Ducatus Lithvaniae cum Regno Poloniae (1659). Као главни извор је користио тада популарно холандско библијско издање Statenbijbel.
Кристијонас Донелајтис (1714—1780) је написао прву литванску песму у хексаметру Metai (1818), постављајући тако темеље литванској поезији. Његова песма се до сада сматра најуспешнијим текстом хексаметара на литванском.
Антанас Страздас (1760—1833) био је песник, који је писао текстове под утицајем народних песама. Његово најпознатије дело, химна Pulkim ant kelių и данас се пева у црквама. Његове најпознатије песме укључују Strazdas, Aušra и Barnis.
Јургис Пабрежа (1771—1849) био је свештеник, лекар, ботаничар, написао је енциклопедијско дело о ботаници на саможитском дијалекту Taislius auguminis, створио је литванску терминологију ботанике. Такође је писао о 250 оригиналних проповедима и дневника Ryžtai.
Симонас Даукантас (1793—1864) је промовисао повратак литванским традицијама пре Државне заједнице Пољске и Литваније, које је приказао као златно доба Литваније и обнову завичајне културе, засноване на литванском језику и обичајима. Имајући те идеје на уму, написао је већ 1822. године историју Литваније на литванском језику Darbai senųjų lietuvių ir žemaičių, мада још увек није објављена у то време.
Микалојус Акелајтис (1829—1887) је један од најистакнутијих стваралаца и издавача литванске дидактичке литературе, публициста и етнограф. Допринео је Auszra, Gazieta Lietuwiszka, компоновао приповетке Kvestorius (1860) и Jonas Išmisločius (1860). У писму историчару Мишелу Балинском 1857. написао је: „Требали бисмо оживети литвански језик, избацити из поруге језик који има величину санскрта, латинску силу, грчку префињеност и италијанску мелодичност”.
Владика Мотејус Валанчијус (1801—1875) је спонзорисао илегалну праксу штампања литванских књига у Малој Литванији и њихово кријумчарење у Литванију. И сам је писао књиге на богатом самогитијском дијалекту: Palangos Juzė, прва илустрована књига за децу на литванском, Vaikų knygelė и Žemaičių vyskupystė. Такође је позвао на отпор русификацији и протест против затварања католичких цркава и манастира. Валанчијус је био једна од главних личности која је поставила темељ за литвански национални препород.
Антанас Баранаускас (1835—1902) је написао песму Anykščių šilelis, програмско дело чији је главни циљ био открити лепоту литванског језика и показати његову погодност за поезију. Песма Anykščių šilelis важи за најпознатији слоговни стих на литванском. Баранаускас је такође био математичар и дијалектолог и створио је многе литванске математичке појмове.
Вацловас Биржишка (1884—1965) је у свом тромесечном енциклопедијском делу Aleksandrynas сакупљао биографије и библиографије писаца који су писали на литванском, почев од 1475. и завршавајући 1865. У Aleksandrynas је укључено 370 особа.

## Књижевност 20. века
Када је 1904. укинута забрана штампања на литванском језику помоћу латиничног писма, писци су почели да експериментишу и усвајају елементе различитих европских књижевних покрета као што су симболизам, импресионизам и експресионизам. Прво раздобље литванске независности (1918—40), у међуратном периоду, створило је књижевност која је истраживала властито друштво и стварала ликове са дубоким емоцијама, јер њихове примарне бриге више нису биле политичке. Покрет Keturi vėjai је започео објављивањем Prophet of the Four Winds (1893—1942). Ово је била побуна против традиционалне поезије. Теоријска основа Keturi vėjai је била у почетку футуризам који је преко Русије стигао са запада; каснији утицаји били су кубизам, дадаизам, надреализам, унанимизам и немачки експресионизам.
Маиронис (1862—1932) је један од најпознатијих класичних литванских песника. Био је запажен и по драмској и по лирској романтичној поезији и назван је „песником-пророком литванског националног препорода”. Поставио је темеље за модерну литванску поезију. Био је инспирисан природом и древном историјом Литваније. У његовим стиховима се често срећу имена и дела великих кнезова Литваније. Збирка песама Pavasario balsai (1895) је његово најзначајније дело.
Изузетна личност почетка 20. века био је Винцас Креве‑Мицкевичијус (1882—1954), романописац и драматичар. Његови многи радови обухватају Dainavos šalies senų žmonių padavimai (1912) и историјске драме Šarūnas (1911), Skirgaila (1925) и Mindaugo mirtis (1935).
Игнас Шеиниус (1889—1959) је романописац, литвански дипломата у Шведској и другим скандинавским земљама и писац импресиониста. Његови најзапаженији радови су Kuprelis (1913) и Raudonasis tvanas (1940), прво написане на шведском и Den röda floden. Шеиниус описује како су „Совјети уништили независност земље, погазили патриотизам литванске нације, насилно увели совјетски начин живота; како су советизовали економију земље и експроприсали приватни бизнис”. The Red Flood служи као сведочанство тих догађаја. Његов научнофантастични роман Siegfried Immerselbe atsijaunina (1934) био је један од првих романа у Европи који је осудио националну социјалистичку дистопију.
Петрас Вајчунас (1890—1959) био је популарни драмски писац, производећи по једну представу сваке године током 1920-их и 1930-их.
Јургис Савицкис (1890—1952) био је писац кратких прича и дипломата који је Литванију представљао углавном у скандинавским земљама. Његова дела често садрже духовитост и иронију, сажете реченице. Његова најзапаженија дела су збирка кратких прича Raudoni batukai (1951) и његов ратни дневник Žemė dega (1956).
Винцас Миколајтис-Путинас (1893—1967) је писао лирику, драме и романе, укључујући аутобиографски роман Altorių šešėly (3. том, 1933), у којем је описао свештеника који сумња у своје звање и на крају одабир секуларног живота. Године 1935. се одрекао свештенства и постао професор књижевности.
Самообразовани Жемаите (1845—1921) је објавио низ кратких прича почетком 20. века.
Видун (1868—1953) је био филозоф, публициста и писац. На њега су утицала класична европска и ведска филозофија. Занимала га је оријентална филозофија као извор за оживљавање литванске националне свести и аутентичне традиционалне културе. Главна дела су му Mūsų uždavinys (1911), Tautos gyvata (1920), Sieben Hundert Jahre deutsch-litauischer Beziehungen (1932). Године 1940. је номинован Нобеловом наградом.
Оскар Милош (1877—1939) је именован за отправника послова 1920. године, када је Француска признала независност Литваније. Његове публикације обухватале су збирку од 26 литванских песама из 1928. године, Lithuanian Tales and Stories (1930), Lithuanian Tales (1933), и The Origin of the Lithuanian Nation (1937). На његову мистичност и визије утицао је Емануел Сведенборг. Милош је идентификован као литвански песник који пише на француском језику.
Балис Сруога (1896—1947) је написао драме засноване на литванској историји или митологији: Milžino paunksmė (1932), Radvila Perkūnas (1935), Baisioji naktis (1935) и Aitvaras teisėjas (1935) . Током Другог светског рата, након што су нацисти окупирали Литванију, марта 1943, заједно са четрдесет седам литванских интелектуалаца, послат је у концентрациони логор Штутхоф након што су нацисти започели кампању против могуће антинацистичке агитације. На основу овог искуства, касније је написао своје најпознатије дело Dievų miškas (1957). У књизи је открио живот у концентрационом логору очима човека чији је једини начин да спаси свој живот и одржи своје достојанство био да све посматра кроз вео ироније и сарказма. Излагао је и мучитеље и жртве као несавршена људска бића, далеко од лажних идеала њихових политичких вођа.
Иева Симонаитјте (1897—1978) је представљала културу Мале Литваније и регије Клаипеда, територија немачке Источне Пруске са све мањим бројем литванског становништва. Добила је признање критике за роман Aukštujų Šimonių likimas (1935).
Антанас Мацеина (1908—1987) је био филозоф, егзистенцијалиста, просветитељ и песник. Главни истраживачки циљеви били су му филозофија културе, етика и религија. У низу књига расправља о егзистенцијалним питањима бића и бави се старом теодицејском загонетком која се односи на постанак и оправдање зла: Didysis inkvizitorius (1950), Jobo drama (1950) и Niekšybės paslaptis (1964).
Витауте Жилинскаите (рођена 1930) добила је, између осталог, две награде за књиге за децу, награду синдиката 1964. и државну награду за дела класификована као хумористична или сатирична. Године 1961. објавила је збирку поезије Don’t Stop, Little Hour.
Маркелијус Мартинаитис (1936—2013) био је песник и есејиста. Главна тема његове поезије је сукоб старог, архаичног, сеоског погледа на свет са модерним светом. Његово главно дело је Kukučio baladės (1977), песма о преваранту Кукучију, који разоткрива апсурд „модерног новог живота” који је донела брутална совјетска окупација са истока, био је један од катализатора за мирну револуцију у Литванији. Песма је рецитована и певана током масовних политичких скупова крајем 1980-их и почетком 90-их.
Сигитас Геда (1943—2008) био је продуктиван песник и драмски писац. Његове песме повезују древну литванску политеистичку религију и митологију са грчким и сумерским пантеоном, преплићући стари и нови свет са ода животу и виталности. Његова најважнија дела су Strazdas (1967), 26 rudens ir vasaros giesmės (1972), Žalio gintaro vėriniai (1988) и либрето Strazdas - žalias paukštis (1984).
Томас Венцлова (рођен 1937) био је песник, есејиста, књижевни критичар и преводилац. Док је био професор на Универзитету у Виљнусу, укључио се у литванску хелсиншку групу, организацију за људска права која је укључивала протесте против совјетских активности у Литванији. Његова умешаност довела је до сукоба са владом, али је 1977. добио дозволу да емигрира у САД; тамо је постао професор на универзитету Јејл. The Sign of Speech, књига поезије, објављена у Литванији пре његовог одласка, праћена је другим књигама поезије, есејима и преводима објављеним у САД. Неколико компилација ових дела објављено је у Литванији након стицања независности деведесетих година. Његова књижевна критика укључује студију о Александру Воту.
Арвидас Шлиогерис (1944—2019) био је филозоф, есејиста, преводилац филозофских текстова и друштвени критичар. У својим радовима истражује проблеме бића и суштине, основе стварности и постојања. Такође је најпознатији литвански истраживач Мартина Хајдегера. Основна дела су му Niekis ir esmas (2005), Transcendencijos tyla (1996) и Daiktas ir menas (1988).
Петрас Диргела (1947—2015) је био прозаиста, есејиста, творац историозофске традиције романа у литванској књижевности. Његова најпознатија дела су Joldijos jūra (1987—1988) и Anciliaus ežeras (1991). Врхунац његовог стваралаштва представља монументална четворотомна сага (састављена од 14 књига) Karalystė. Žemės keleivių epas (1997—2004). Његове књиге су преведене на десет језика.
Ричардас Гавелис (1950—2002) био је драмски писац, новинар и аутор Vilniaus pokeris и неколико других романа и збирки кратких прича. Његов рад карактерише комбинација фантазије, еротике, филозофских промишљања о људском стању и психолошког увида.
Саулиус Томас Кондротас (рођен 1953) је филозофски писац, мајстор кратких прича. Његов стил и апстракција света у његовом делу подсећају на стил Хорхеа Луиса Боргеса. Пребегао је у Западну Немачку 1986. године. У свом најпознатијем роману Žalčio žvilgsnis (1981) истражује проблем зла, уништења које неприметно продире у породицу и генерације. Роман је преведен на петнаест језика.
Јургис Кунчинас (1947—2002), Ричардас Гавелис (1950—2002) и Јурга Иванаускаите (1961—2007) су написали романе истражујући литванско стање током касног 20. века.

## Књижевност 21. века
Алвидас Слепикас (рођен 1966) је драмски писац и песник. Његов роман Mano vardas – Marytė (2012) је постао најчитанији 2012. у Литванији и имао је шест поновљених издања. Енглески превод књиге био је The Times у Великој Британији у јулу 2019. То је један од најпревођенијих литванских романа, преведен на енглески, немачки, пољски, летонски, естонски, украјински и холандски језик.
Рута Сепетис (рођена 1967) је литванско-амерички писац историјске фантастике. Као ауторка, она је прва у The New York Times, међународна бестселер и добитница Карнегијеве медаље. Њен први роман Between Shades of Gray (2011), о геноциду над литванским народом након совјетске окупације 1941, је критикован и преведен на преко тридесет различитих језика.
Кристина Сабалијаускајте (рођена 1974) је дебитовала са четвртом томом сагом Silva Rerum о животу племства у Великој кнежевини Литваније (2008, 2011, 2014 и 2016). Постао је бестселер у Литванији и преведен је на пољски и летонски језик. Летонски читаоци гласали су за његово уврштавање на листу 100 најомиљенијих летонских књига свих времена. У Пољској је добио изузетне критике.
Лаура Синтија (рођена 1976) је писац и драматург. Њена најзапаженија дела су представа Liučė čiuožia (2003) и њен дебитантски роман Kvėpavimas į marmurą (2006), који је 2009. добио награду Европске уније за књижевност и преведен је на енглески језик.
Римантас Кмита (рођен 1977) је писац, есејиста и преводилац. Његово најзапаженије дело је Pietinia kronikas (2016), хроника Шјауљаја. Изабрана је за књигу године 2017. у категорији одраслих.
Агне Жагракалите (рођена 1979) је песникиња, есејиста и књижевна критичарка. Њене прве песничке збирке Išteku објављене су 2003. Њена друга књига Visa tiesa apie Alisą Meler објављена је 2008. и именована је једном од десет најкреативнијих књига у Литванији 2008.
Габија Грушаите (рођена 1987) је дебитовала са својим првим романом Neišsipildymas (2010). Њен други роман Stasys Šaltoka (2017) је објављен на енглеском као Cold East.

## Националне песме и фолклор
The Institute of Lithuanian Literature and Folklore објављује збирке литванских националних песама Dainynas. Зенонас Славиунас је објавио три тома литванских Sutartinės (вишегласне песме). Традиционална вокална музика изузетно се цени на светским размерама: литванске и вишеделне песме налазе се на Унесковој репрезентативној листи ремек-дела усменог и нематеријалног наслеђа човечанства. Броји се до 400.000 текстова литванских песама које су прикупили истраживачи и фолклористи и чувају се у литванском архиву фолклора.

## Мемоари депортованих и партизана
По повратку независности 1990. године, многа раније забрањена и необјављена дела књижевности су доспела до читаоца. Прикупљено је и објављено више томова мемоара совјетске депортације из Литваније и литванских партизана. Означава се као tremties literatūra, tremtinių atsiminimai и partizanų literatūra. Најпознатији литвански партизански писци су Адолфас Раманаускас (1918—1957), Јуозас Лукша (1921—1951), Лионгинас Балиукевичиус (1925—1950), Бронијус Кривицкас (1919—1952) и Мамертас Индрилиунас (1920—1945).
Књига Partizanai (The Partisans) Јуозаса Лукша је објављена више пута у Литванији, у САД као Fighters for Freedom.
Најпознатији представници литванске депортоване литературе су Далија Гринкевичиуте (1927—1987), Валентас Арџиунас (1933—2007), Леонардас Матузевичиус (1923—2000), Петрас Заблокас (1914—2008), Казис Инчиура (1906—1974) и Антанас Мишкинис (1905—1983).
Антанас Мишкинис је написао своје Psalmės (1989) у Гулагу на комадима коре од брезе и вреће од цемента. Многи његови псалми постали су националне песме.
Далиа Гринкевичиуте је доживела ужас од Гулагуа док је била депортована са његовом породицом 1941, након окупације Литваније од стране Руса. После петнаест година вратила се у Литванију, сама је писала мемоаре и колекционарске мемоаре других депортованих. Због ове активности је прогонила комитет државне безбедности СССР. Најпознатије књиге су Lietuviai prie Laptevų jūros, 1988, A Stolen Youth, a Stolen Homeland: Memoirs, 2002, Shadows on the Tundra, 2018.
Она Лукаускаите Пошкине (1906—1983) била је отпорна Литванка, осуђена на десет година затвора због свог деловања у антисовјетском отпору. Написала је мемоаре о годинама у совјетским лагерима и роман Lagerių pasakos.
Литвански партизански покрет, који је трајао више од осам година, такође је допринео фолклору. Познате су хиљаде партизанских песама (partizanų dainos) које су биле популарне међу партизанима и литванским народом.

## Литванска књижевност у изгнанству
Литванци су приморани да напусте земљу или су емигрирали као деца са родитељима. Изгнаничка књижевност је еквивалентан део књижевности коју су створили они који су остали. По повратку Совјета 1944. године, око две трећине литванских писаца, заједно са 62.000 других Литванаца, отишло је у иностранство и тако је литванска књижевност подељена на два дела. Међу ове ауторе спадају Антанас Шкема (1910—1961), Алфонсас Ника-Нилиунас (1919—2015), Мариус Катилишкис (1914—1980), Казис Брадунас (1917—2009), Бернардас Бразџионис (1907—2002), Хенрикас Радаускас (1910—1970) и многи други.
Бројни песници су били принуђени у емиграцију или су емигрирали да побегну из совјетске окупације након Другог светског рата. Писали су изражавајући носталгију за родном земљом и литванском природом и домаћинствима. Овај покрет назван је Žemininkai, што значи копнени песници, по антологији Žemė, коју је саставио Казис Брадунас и објављена је у Лос Анђелесу 1951. Пет песника који се обично класификују као Žemininkaiсу Јуозас Кекштас (1915—1981), Казис Брадунас, Алфонсас Ника-Нилиунас, Хенрикас Нагис (1920—1996) и Витаутас Мачернис (1921—1944).
Литванска изгнаничка литература подељена је на три периода: период избегличких кампова у Немачкој и Аустрији (1945—50), који су карактерисали осећања отуђености, носталгије и неизвесности за будућност; период насељавања (1950—60) у коме су потешкоће прилагођавања непознатим и сукоба између старих и нових вредности биле највише; и период интеграције у ново, модерно друштво, у коме су експерименти у књижевности поново постали важни.
Најпознатији роман Антанаса Шкеме, Baltoji drobulė (1958), је тек недавно преведен на енглески и немачки језик и добио је међународно признање.
Јонас Мекас (1922—2019) је филмски продуцент, песник и уметник и често је називан „кумом америчке авангардне кинематографије”. Познат је по збиркама песама Semeniškių idilės (1948), Gėlių kalbėjimas (1961), Dienoraščiai 1970—1982 (1985), есејима Laiškai iš niekur (1997). Његове песме и проза су преведене на француски, немачки и енглески језик.
Витаутас Каволис (1930—1996) био је социолог, књижевни критичар и историчар културе. Његове студије о национализму и књижевности биле су утицајне међу интелектуалцима у иностранству, након повратка независности 1990.
Алгис Будрис (1931—2008) је рођен у породици литванског дипломате која се није вратила у земљу након окупације Совјетског Савеза. Писао је на енглеском језику и познат је по научно-фантастичним романима Who? и Rogue Moon. Поред бројних награда Хуго и Небјула, освојио је награду удружења за истраживање научне фантастике 2007. и Пилгрим награду за животно допринос, као и стипендију.
Едуардас Цинзас (1924—1996) је напустио Литванију 1944. и настанио се у Белгију. У његовим романима живот малих белгијских градова приказан је на реалан и саркастичан начин. Најзапаженија дела су Brolio Mykolo gatvė (1972) и Šv. Petro šunynas (1984).
Антанас Силејка (рођен 1953) се кроз новинарство укључио у реституцију независности Литваније током пада Совјетског Савеза 1988—1991. и за ову активност је добио медаљу Витешки крст од литванске владе 2004. Његова најзапаженија дела су Woman in Bronze (2004), The Barefoot Bingo Caller (2017) и Provisionally Yours (2019)..

## Издаваштво и књижевни догађаји
У Литванији постоји 45 издавачких кућа које покривају 83 одсто целокупног тржишта издавача књига. Сајам књига у Вилњусу је највећи сајам књига у балтичким државама. Такође, то је један од најзначајнијих културних догађаја у Литванији. Међународни сајам књига у Вилњусу фокусиран је искључиво на читаоца; његов главни акценат је на књигама и културним догађајима, као и на могућности да аутори комуницирају са својим читаоцима. Превод литванских аутора на друге језике подржава Translation Grant Programme који води литвански институт за културу. Само 2020. године потврђени су преводи 46 књига литванских аутора.
Poezijos pavasaris је међународни песнички фестивал који се сваке године одржава од 1965. У њему учествују литвански, као и други светски песници који се фокусирају на разне књижевне форме, укључујући поезију, преводе и есеје. Сваке године лауреату фестивала додељује се храстов венац. Од 1985. године почетком октобра одржава се међународни песнички фестивал Друшкининкај.
Томас Венцлова и Далија Гринкевичиуте су највише објављени и превођени литвански аутори у иностранству.

## Књижевна критика
Први фрагменти књижевне критике налазе се у списима и обележивачима Даниелиуса Клеинаса (1609—1666), Михаела Морлина (1641—1708), Филипа Рухига (1675—1749) и други. Симонас Ваишнорас (1545—1600) је први који је свеобухватније писао о литванској књижевности у предговору Žemčiūga teologiška (1600).